# Zdeněk Zeman
Zdeněk Zeman (ur. 12 maja 1947 w Pradze) – czeski trener, w swojej karierze prowadził wiele włoskich zespołów.
2 lutego 2013 został zwolniony z funkcji trenera włoskiego klubu AS Roma.